# 庙宇镇
庙宇镇，是中华人民共和国重庆市巫山县下辖的一个乡镇级行政单位。

## 行政区划
庙宇镇下辖以下地区：
禹王宫社区、龙骨坡社区、南溪村、田合村、小营村、杨柳村、水磨村、新城村、报丰村、白庙村、庙宇村、柏树村、永风村、永安村、长梁村、九台村、银矿村、庆上村、长房村和长坪村。